# Vacuna contra el antígeno tumoral
Según el Instituto Nacional del Cáncer, una vacuna contra el antígeno tumoral es una "vacuna hecha de células cancerosas, partes de células cancerosas o antígenos tumorales puros (sustancias aisladas de células tumorales)". Una vacuna antigénica tumoral puede estimular el sistema inmunitario del cuerpo para encontrar y destruir las células cancerosas. Como tal, las vacunas antigénicas tumorales son un tipo de inmunoterapia contra el cáncer.

## Cómo funcionan las vacunas antigénicas tumorales
Las vacunas antigénicas tumorales funcionan de la misma manera que las vacunas virales al preparar al sistema inmune para atacar las células que contienen los antígenos de la vacuna. La diferencia es que los antígenos para vacunas virales se derivan de virus o células infectadas con virus, mientras que los antígenos para vacunas de antígenos tumorales se derivan de células cancerosas. Dado que los antígenos tumorales son antígenos que se encuentran en las células cancerosas pero no en las células normales, las vacunas que contienen antígenos tumorales deberían preparar al sistema inmunitario para que se dirija a las células cancerosas no a las células sanas. Los antígenos tumorales específicos del cáncer incluyen péptidos de proteínas que no se encuentran típicamente en células normales pero que se activan en células cancerosas o péptidos que contienen mutaciones específicas del cáncer. Las células que presentan el antígeno (APC), tales como las células dendríticas, toman los antígenos de la vacuna, los procesan en epítopos y presentan los epítopos a las células T a través de las proteínas del complejo mayor de histocompatibilidad. Si las células T reconocen el epítopo como extraño, el sistema inmune adaptativo se activa y  se dirige a las células que presentan el antígeno.

## Tipos de vacunas
Las vacunas contra el cáncer pueden basarse en células, en proteínas o en péptidos, o en genes (ADN / ARN)..
Las vacunas basadas en células pueden ser células tumorales o lisados de células tumorales. Se presupone que las células tumorales del paciente contienen el mayor espectro de antígenos relevantes, pero este enfoque es costoso y a menudo requiere demasiadas células tumorales del paciente para ser eficaz. El uso de una combinación de líneas celulares de cáncer establecidas que se asemejan al tumor del paciente puede superar estas barreras, pero este enfoque aún debe ser llevado a cabo de manera efectiva. El Canvaxin, que incorpora tres líneas celulares de melanoma, fracasó en ensayos clínicos de fase III. Otra estrategia de vacuna basada en células requiere células dendríticas autólogas (células dendríticas derivadas del paciente) a las que se añaden antígenos tumorales. En esta estrategia, las células dendríticas presentadoras de antígeno estimulan directamente a las células T en lugar de confiar en el procesamiento de los antígenos por las APC nativas después de administrar la vacuna. La vacuna de células dendríticas mejor conocida es Sipuleucel-T (Provenge), que solo mejoró la supervivencia en cuatro meses. La eficacia de las vacunas de células dendríticas puede ser limitada debido a la dificultad para que las células migren a los ganglios linfáticos e interactúen con las células T.
Las vacunas basadas en péptidos consisten habitualmente en epítopos específicos del cáncer y a menudo requieren un adyuvante (por ejemplo, GM-CSF) para estimular el sistema inmune y potenciar la antigenicidad. Ejemplos de estos epitopos son el HER2/neu, el GP2 y el NeuVax. Sin embargo, este enfoque requiere un perfil MHC del paciente debido a la restricción del MHC. La necesidad del perfil MHC puede ser superada utilizando péptidos más largos (“péptidos largos sintéticos”) o proteína purificada, que luego son procesados en epítopos por APCs.
Las vacunas basadas en genes están compuestas del ácido nucleico (ADN/ARN) que codifica el gen. El gen se expresa luego en APCs y el producto de proteína resultante se procesa en epítopos. La administración del gen es particularmente difícil en este tipo de vacuna.

## Aplicaciones preventivas frente a terapéuticas
Las vacunas virales generalmente funcionan al prevenir la propagación del virus. De forma similar, las vacunas contra el cáncer pueden diseñarse para atacar los antígenos comunes antes de que el cáncer evolucione si un individuo tiene factores de riesgo apropiados. Las aplicaciones preventivas adicionales incluyen evitar que el cáncer evolucione más o que se llegue a sufrir metástasis y también prevenir una recaída después de la remisión. Las vacunas terapéuticas se centran en destruir tumores existentes. Si bien, en general, se ha demostrado que las vacunas contra el cáncer son seguras, su eficacia aún necesita mejoría. Una forma de mejorar potencialmente la terapia con vacunas es combinar la vacuna con otros tipos de inmunoterapia destinados a estimular el sistema inmunitario. Dado que los tumores a menudo desarrollan mecanismos para suprimir el sistema inmune, el bloqueo del punto de control inmunológico ha recibido recientemente mucha atención como un posible tratamiento para combinar con las vacunas. En las vacunas terapéuticas, las terapias combinadas pueden resultar más agresivas, por lo que se necesita un mayor cuidado para garantizar la seguridad de los pacientes relativamente sanos en combinaciones que involucren vacunas preventivas.

## Pruebas clínicas
El sitio web clinicaltrials.gov enumera más de 1900 ensayos asociados con el término "vacuna contra el cáncer". De estos, 186 son ensayos de Fase 3.
Un examen reciente de Trial Watch (2015) de vacunas basadas en péptidos resumió los resultados de más de 60 ensayos que se habían publicado en los 13 meses anteriores al artículo. Estos ensayos se enfocaron en neoplasias malignas hematológicas (cánceres de la sangre), melanoma (cáncer de piel), cáncer de mama, cáncer de cabeza y cuello, cáncer gastroesofágico, cáncer de pulmón, cáncer de páncreas, cáncer de próstata, cáncer de ovario y cáncer colorrectal. Los antígenos incluyeron péptidos de HER2, telomerasa (TERT), survivina (BIRC5) y tumor de Wilms 1 (WT1). Varios ensayos también usaron mezclas "personalizadas" de 12-15 péptidos distintos. Es decir, contienen una mezcla de péptidos del tumor del paciente con otros a los que el paciente muestra una respuesta inmune. Los resultados de estos estudios indican que estas vacunas de péptidos tienen efectos secundarios mínimos y sugieren que inducen respuestas inmunes específicas en pacientes tratados con las vacunas. El artículo también analiza 19 ensayos clínicos que se iniciaron en el mismo período de tiempo. Estos ensayos se dirigieron a tumores sólidos, glioma, glioblastoma, melanoma y cánceres de mama, cervical, ovárico, colorrectal y de pulmón no microcítico e incluyen antígenos de MUC1, IDO1 (2,3-dioxigenasa de Indoleamina), CTAG1B y dos receptores de VEGF, FLT1 y KDR. Sobre todo, la vacuna IDO1 se está probando en pacientes con melanoma en combinación con el inhibidor de punto de control inmune ipilimumab y el inhibidor del gen BRAF vemurafenib.
La siguiente tabla, que resume la información de otra revisión reciente, muestra un ejemplo del antígeno utilizado en la vacuna analizada en los ensayos clínicos de Fase 1/2 para 10 cánceres diferentes:
| Tipo de cáncer                                  | Antígeno                          |
| ----------------------------------------------- | --------------------------------- |
| Cáncer de vejiga                                | NY-ESO-1                          |
| Cáncer de mama                                  | SU2                               |
| Cáncer cervical                                 | HPV16 E7 (Papillomaviridae)       |
| Cáncer colorectal                               | CEA (Antígeno carcinoembrionario) |
| Leucemia                                        | WT1                               |
| Melanoma                                        | MART-1, gp100 y tirosinasa        |
| Cáncer de pulmón de células no pequeñas (NSCLC) | URLC10, VEGFR1, y VEGFR2          |
| Cáncer ovárico                                  | survivin                          |
| Cáncer pancreático                              | MUC1                              |
| Cáncer de próstata                              | MUC2                              |